# Gonomyia (Leiponeura) ischyria
Gonomyia (Leiponeura) ischyria is een tweevleugelige uit de familie steltmuggen (Limoniidae). De soort komt voor in het Australaziatisch gebied.